# Королівство Тондо
Королівство Тондо (тагальською Lupain ng Tondo) також Тандо, Тандан, Тандок, Лусанг — мандальна країна на території сучасних Філіппін.

## Короткі відомості
Розташовувалося в районі бухти Маніла, на півночі річки реки Пасіг (острів Лусон). Згадується в ранньофіліппінському джерелі Laguna Copperplate Inscription.
Разом з Манілою (на південній частині дельти річки Пасіг) Тондо встановило спільну монополію на торгівлю китайськими товарами по всій решті Філіппінського архіпелагу.
Після контакту з Іспанською імперією, що почався 1570 року, і поразки місцевих правителів в районі затоки Маніла 1571-го року, Тондо підпорядковувалося правителю з іспанського форту в Інтрамурос. Тепер територія Тондо — район сучасного міста Маніла.
Першим правителем був Яядева (900), останнім незалежним — Лакандула (1558—1571).